# Antarctonemertes dilutebasisae
Antarctonemertes dilutebasisae är en djurart som tillhör fylumet slemmaskar, och som först beskrevs av Kulikova 1987.  Antarctonemertes dilutebasisae ingår i släktet Antarctonemertes och familjen Tetrastemmatidae. Inga underarter finns listade i Catalogue of Life.